# Бартошин Віктор Степанович
Ві́ктор Степа́нович Барто́шин (нар. 14 жовтня 1934, Новоандріївка — український російськомовний письменник; член Спілки радянських письменників України з 1987 року.

## Біографія
Народився 14 жовтня 1934 року в селі Новоандріївці (нині Сімферопольський район, Автономна Республіка Крим). Закінчив Харківський юридичний інститут.
Обіймав посади у прокуратурі, редакціях газет, радянських, партійних і профспілкових установах Криму.

## Творчість
Писав прозу, автор публіцистичних статей у періодичних виданнях. Його перу належать:
романи
- «Лебединый камень» (1981);
- «Мертвая птица» (1988);

повісті
- «Долгий осенний день» (1985);
- «Карамболька» (1994);
- «Писатель Леликов» (1996).

Написав мемуари «Встречи с Григорием Петниковым» // «Брега Тавриды», 1993, № 2;